# Matthias Drexelius
Matthias Drexelius (* 18. Februar 1966) ist ein deutscher Verwaltungsbeamter, Politiker (CDU) und Direktor des Hessischen Landkreistags.
Matthias Drexelius ist der Sohn des langjährigen Stadtverordnetenvorstehers in Usingen und Präsidenten der Bundesanstalt für Landwirtschaft und Ernährung, Dr. Günter Drexelius. Nach dem Abitur an der Christian-Wirth-Schule 1985 in Usingen machte Drexelius zunächst seinen Abschluss als Dipl.-Finanzwirt an der Verwaltungsfachhochschule Rotenburg an der Fulda.
Nach einer kurzen Tätigkeit als Sachbearbeiter beim Finanzamt Bad Homburg studierte Drexelius Jura an der Universität Gießen. Nach seinem Abschluss arbeitete er von 1991 bis 1995 für einen Steuerberater in Oberursel. 1997 wurde er als Rechtsanwalt zugelassen und war bis 1998 in einer Frankfurter Kanzlei tätig.
Drexelius war von 1998 an direkt gewählter Bürgermeister von Usingen.
Bei der Kommunalwahl 2001 wurde Usingen hessenweit durch eine Panne bekannt. Die Liste der CDU (der bislang stärksten politischen Kraft in Usingen) wurde aufgrund eines formalen Fehlers (die Wahlliste wurde verspätet eingereicht) nicht zur Kommunalwahl zugelassen. In der Folge erhielt die FDP so viele Stimmen, dass deren Liste nicht ausreichte, bis zum Ende der Wahlperiode alle gewonnenen Plätze zu besetzen. Bürgermeister Matthias Drexelius (CDU) musste daher fünf Jahre ohne einen einzigen Parteifreund im Parlament arbeiten. Bei der folgenden Kommunalwahl erreichte die CDU eine absolute Mehrheit der Mandate.
Er wechselte 2010 als hauptamtlicher Erster Beigeordneter zum Planungsverband Frankfurt/Rhein-Main. Nach den verlorenen Kommunalwahlen im März 2011 wurde Drexelius bereits zum Dezember aus diesem Amt abgewählt.
Das Amt des hauptamtlichen Ersten Beigeordneten war in die Besoldungsgruppe B 6 der Besoldungsordnung B eingruppiert.
Drexelius und Heiko Kasseckert klagten gegen ihre Abwahl waren jedoch mit der Klage nicht erfolgreich. Seit seiner Abwahl war Drexelius wieder als Anwalt tätig.
Matthias Drexelius gehört dem Kreistag des Hochtaunuskreises und dem Kreisvorstand der CDU an. Seit dem 15. Oktober 2015 ist er Vorsitzender der Usinger CDU.
Seit dem 1. Oktober 2015 ist er als Nachfolger von Christian Engelhardt (CDU) Direktor des hessischen Landkreistages.
Seit dem 1. Oktober 2021 ist Matthias Drexelius der Geschäftsführer von der ekom21. Bereits von 2001 bis 2006 war er Mitglied
des Verbandsvorstands und 2006 bis 2011 und 2015 bis 2021 im Aufsichtsrat der ekom21 GmbH tätig.
Er ist Lehrbeauftragter der Fachhochschule Frankfurt und lehrt im Studiengang „Public Administration“.